# Штитар (општина)
Штитар је насељено место и седиште општине у Вуковарско-сремској жупанији, Република Хрватска.

## Историја
До територијалне реорганизације у Хрватској налазио се у саставу бивше велике општине Жупања.

## Становништво
На попису становништва 2011. године, општина, тј. насељено место Штитар је имало 2.129 становника.

## Попис 1991.
На попису становништва 1991. године, насељено место Штитар је имало 2.488 становника, следећег националног састава:
| Попис 1991.‍   | Попис 1991.‍  | Попис 1991.‍ | Попис 1991.‍ | Попис 1991.‍ |
| ------------- | ------------ | ----------- | ----------- | ----------- |
|               |              |             |             |             |
| Хрвати        | Хрвати       |             | 2.395       | 96,26%      |
| Срби          | Срби         |             | 14          | 0,56%       |
| Албанци       | Албанци      |             | 6           | 0,24%       |
| Југословени   | Југословени  |             | 4           | 0,16%       |
| Муслимани     | Муслимани    |             | 4           | 0,16%       |
| Словаци       | Словаци      |             | 1           | 0,04%       |
| неопредељени  | неопредељени |             | 5           | 0,20%       |
| непознато     | непознато    |             | 59          | 2,37%       |
| укупно: 2.488 |              |             |             |             |